# محمد بن عبد السلام بن ناصر
محمد بن عبد السلام بن ناصر (1142 هـ - 1239 هـ / 1729 - 1824) هو فقيه ومحدث ورحالة مغربي.

## مولده ونسبه
هو أبو عبد الله محمد بن عبد السلام بن محمد الكبير بن الشيخ مَحمد بن ناصر الدرعي التامگروتي، وُلد بتمكروت سنة 1142هـ، في أسرة مشهورة بالعلم والفضل.

## تعليمه
تلقى ابن عبد السلام تعليمه الأولي بمسقط رأسه تمكروت، بمقر الزاوية الناصرية بها، والتي كانت وقتذاك مجمع العلماء ومحج طلبة العلم، ثم كانت له رحلات علمية واسعة داخل المغرب وخارجه، منها رحلته إلى المشرق مرتين، وُسمت الأولى بالكبرى (سنة 1196هـ)، والثانية بالصغرى (سنة 1212هـ)، التقى خلالهما شيوخ العصر واستفاد منهم وأفاد، فكان من شيوخه المغاربة: والده عبد السلام بن محمد الكبير ابن ناصر، وعمّه أبو يعقوب يوسف بن محمد الكبير، حفظ عليه القرآن وهو ابن تسع، ومنهم أحمد بن محمد الورزازي التطواني (ت 1179هـ)، وأبو عبد الله محمد بن قاسم جسوس (ت 1182هـ)، وأبو العلاء إدريس بن محمد العراقي الحسيني الفاسي (ت 1183هـ وقيل 1184هـ)، ومحمد بن أحمد الحضيكي (ت 1189هـ)، ومحمد بن الحسن البناني (ت 1194هـ)، ومحمد التاودي بن سودة (1209هـ)، ومحمد بن أبي القاسم السجلماسي (ت 1214هـ)، وعبد الرحمن بن إدريس المنجرة (ت 1179هـ)، وأبو حفص عمر بن عبد الله الفاسي (ت 1188هـ)، كل هؤلاء أخذ عنهم وأجازوه، عدا الأخيرين فلم تتفق له منهما إجازة.
ومن شيوخه المشارقة: مرتضى الزبيدي (ت 1205هـ)، وأجازه إجازة طويلة نظما ونثرا، وأحمد الدردير (ت 1201هـ)، ومحمد بن علي الصبان (ت 1206هـ)، ومحمد الأمير المالكي (ت 1232هـ)، والشمس محمد بن عبد الله المغربي المدني، المدرس بالحرم النبوي، وأبو بكر بن الحاج أحمد بن تامر المعروف بأگنون؛ قاضي قابس ومدرسها، وغيرهم كثير.

## طُلاّبه
- ابنه أبو عبد الله محمد المدني بن عبد السلام (توفي في حياة أبيه سنة 1238هـ)
- محمد العمري التمگروتي
- أحمد بن علوي باحسن الشهير بجمل الليل، محدث المدينة (ت 1216هـ)
- محمد بن قدور الزرهوني (1231هـ)
- محمد الأمير المالكي (1232هـ)
- محمد بن محمد التهامي الرباطي (ت 1234هـ)
- القاضي العربي بن الهاشمي العزوزي الزرهوني (ت 1260هـ)
- أحمد بن علي الدمنهوري
- السلطان سليمان بن محمد (ت 1238هـ)

## مؤلفاته
- الرحلة الناصرية الكبرى
- الرحلة الصغرى
- المزايا فيما أحدث من البدع بأم الزوايا
- شرحَ الأربعين حديثا في ترك الظلم
- قطع الوتين من المارق في الدين أو الصارم البتار فيمن أفتى ببيع الأحرار
- الدر النفيس في تفسير القرآن بالتنكيس
- نظم في موجبات الفقر والهم

## وفاته
تُوفي ليلة السبت 12 صفر 1239 هـ الموافق لـ 1824م.